# Lengshuitan
Der Stadtbezirk Lengshuitan (chinesisch 冷水滩区, Pinyin Lěngshuǐtān Qū) ist ein Stadtbezirk, der zum Verwaltungsgebiet der bezirksfreien Stadt Yongzhou im Südwesten der chinesischen Provinz Hunan gehört. Er hat eine Fläche von 1.218 km² und zählt 537.300 Einwohner (Stand: Ende 2018).

## Administrative Gliederung
Auf Gemeindeebene setzt sich der Stadtbezirk aus sechs Straßenvierteln, elf Großgemeinden und zwei Gemeinden zusammen. 